# Antoine Bazin
Antoine-Pierre-Louis Bazin (Saint-Brice-sous-Forêt, 1799. március 26. – Párizs, 1863.) francia sinológus.

## Élete, munkássága
Bazin egyetemi tanulmányait a Collège de France-ban végezte, ahol Jean-Pierre Abel-Rémusat és Stanislas Julien tanítványa volt. 1840-ben kinevezték az École des langues orientales kínai professzorának. karrierje során a Société Asiatique igazgatóhelyettesi tisztjét is betöltötte. Sinológiai tárgyú tudományos cikkei zömében a Journal asiatique-ban jelentek meg, de több Jüan-kori színművet is lefordított franciára.

## Főbb művei
- Notice du ″Chan-Haï-King″, cosmographie fabuleuse attribuée au grand Yu (1840)
- Rapport fait à la Société Asiatique sur une chrestomathie chinoise publiée à Ning po en 1846 (1848)
- Le Siècle des Youên, ou Tableau historique de la littérature chinoise, depuis l'avènement des empereurs mongols jusqu'à la restauration des Ming (1850)
- Recherches sur les institutions administratives et municipales de la Chine (1854)
- Recherches sur l'origine, l'histoire et la constitution des ordres religieux dans l'Empire chinois (1856)
- Grammaire mandarine, ou Principes généraux de la langue chinoise parlée (1856)
- Notice historique sur le Collège médical de Péking, d'après le ″Taï-thsing-hoeï-tièn″ (1857)
- Mémoires sur l'organisation intérieure des écoles chinoises  (1859)
- Les systemes chronologiques dans le monde turc ancien. Bibliotheca orientalis Hungarica (34) (1991)
- Les turcs, des mots, des hommes. Bibliotheca orientalis Hungarica (41) (1994)

## Fordítás
- Ez a szócikk részben vagy egészben  az   Antoine Bazin című angol Wikipédia-szócikk ezen változatának fordításán alapul.  Az eredeti cikk szerkesztőit annak laptörténete sorolja fel. Ez a jelzés csupán a megfogalmazás eredetét és a szerzői jogokat jelzi, nem szolgál a cikkben szereplő információk forrásmegjelöléseként.